# Edisto River
Der Edisto River (auch nur Edisto, früher auch Pon Pon, Pompon, Ponpon River, Pawpaw River oder ähnlich genannt) ist ein Schwarzwasserfluss in South Carolina. Er bildet sich aus zwei Quellflüssen (North Fork und South Fork Edisto River) und mündet in zwei Ästuaren, Edisto Island umschließend, in den Atlantik. Insgesamt ist das Flusssystem des Edisto etwa 400 Kilometer lang und bis heute mit seinen weiten Bruchwäldern relativ naturnah.

## Name und Siedlungsgeschichte
Zur Zeit der ersten europäischen Expeditionen lebten die Cussoe, eine Gruppe der Cusabo, am Edisto. Er ist jedoch nach der Cusabo-Gruppe der Edisto oder Orista benannt, die ursprünglich wohl an den Ufern des Port Royal Sound siedelten. Nach kriegerischen Auseinandersetzungen mit europäischen Kolonisten (Escamacu War, 1576–1579) zogen sie sich an den heutigen Edisto-Fluss und später vor allem auf Edisto Island zurück.
Nach dem Yamasee-Krieg (1715–1717) verlor sich die Spur der Edisto.  In dieser Zeit vereinigte sich auch eine kleine Gruppe der Natchez mit den Cussoe, ihre Nachfahren leben bis heute in der Nähe des Flusses. Ebenfalls Anfang des 18. Jahrhunderts begann  die europäische Besiedlung des Flusses. Der küstennahe Flussabschnitt wurde zeitgenössisch auch Pon Pon oder ähnlich genannt, gelegentlich wird dieser Name auch für Siedlungen Jacksonboro und (seltener) Willtown verwendet. Ende des 18. Jahrhunderts setzte sich im Mündungsgebiet der Anbau von Reis auf großen Plantagen durch, bei dem tausende afroamerikanische Sklaven eingesetzt werden.
Später war der Edisto eine wichtige Verkehrsader, die das Hinterland mit der Küste verband. Ab 1892 wurde der Fluss amtlich Pawpaw River genannt, ab 1968 dann Edisto River.

## Geografie

### Allgemeines und Einzugsgebiet
Der Edisto mit seinen Quellflüssen und Mündungsarmen ist mit etwa 250 Meilen (etwa 400 km) einer der längsten freifließenden Schwarzwasserflüsse Nordamerikas. Ein großer Teil des Flusssystems ist durch weite, feuchte Ufersümpfe gekennzeichnet. Die Farbe des Wassers entsteht durch sich zersetzende Äste und Blätter, die dabei Gerbsäure freisetzen. Die Abflussmenge ist relativ gleichförmig.
Das Einzugsgebiet von etwa 3120 Quadratmeilen (ca. 8081 km²) ist das fünftgrößte in South Carolina, 10 % der Fläche des Bundesstaates entwässert in den Edisto. Das Flusssystem ist gleichzeitig das längste, das vollständig in South Carolina liegt. Die Quellflüsse des Edisto entspringen in der oberen Atlantischen Küstenebene, über die Hälfte des Einzugsgebietes liegt in dieser Region. Hinter dem Edisto und seinen Quellflüssen ist das wichtigste Gewässer des Systems der Four Hole Swamp. In Küstennähe ist der Wasserfluss von den Gezeiten abhängig und überwiegend salzig. Hier nimmt der Edisto auch den Zufluss aus Prielen und Salzmarschen auf. Der Edisto wird auch zum sogenannten ACE-Basin gezählt, dem Gewässersystem der Flüsse Ashepoo, Combahee und Edisto.

### Flusslauf

#### North Fork Edisto River
Der North Fork Edisto River ist der nördliche Quellfluss des Edisto und etwa 87 Meilen (140 km) lang. Er entspringt in der Nähe von Samaria im Lexington County, südöstlich von Batesburg-Leesville (33° 48′ 36″ N, 81° 28′ 23″ W). Kurz hinter der Quelle vereinigt er sich an der Grenze zwischen den Countys Lexington und Aiken mit dem deutlich größeren Chinquapin Creek. Er fließt dann weiter Richtung Südosten in das Orangeburg County. Dort fließt er südlich am Hauptort Orangeburg vorbei. Der Fluss wendet sich dann nach Süden, bis er nach etwa 30 Kilometern den Zusammenfluss erreicht.

#### South Fork Edisto River
Mit etwa 102 Meilen (164 km) ist der South Fork Edisto River der längere der beiden Quellflüsse. Er entspringt unmittelbar bei Johnston im Edgefield County (33° 49′ 31″ N, 81° 47′ 57″ W). Im gesamten Verlauf fließt er relativ gradlinig in südöstliche Richtung. Dabei passiert er nach dem Edgefield County das Aiken County und bildet dann die Grenze zwischen Orangeburg County und dem Barnwell sowie Bamberg County.

#### Edisto River
Der Zusammenfluss von North Fork Edisto und South Fork Edisto liegt auf der Grenze zwischen dem Bamberg und Orangeburg County, nahe der Ortslage Embree und etwa 7 km westlich von Branchville. Der Edisto fließt zunächst weiter nach Südosten, nach einigen Kilometern auf der Grenze zwischen dem Colleton County und dem Dorcester County. Nahe Canadys durchfließt er den Colleton State Park. In der Nähe des heutigen Givhans Ferry State Parks mündet der Four Hole Swamp in den Edisto und der Flusslauf wendet sich nach Süden. Auf der rechten Flussseite liegt weiter flussabwärts dann das Charleston County. In der Nähe von Willtown Bluff teilt er sich in seine zwei Mündungsarme auf. Dieser Abschnitt ist insgesamt etwa 101 Meilen (ca. 162,5 km) lang.

#### Mündungsgebiet

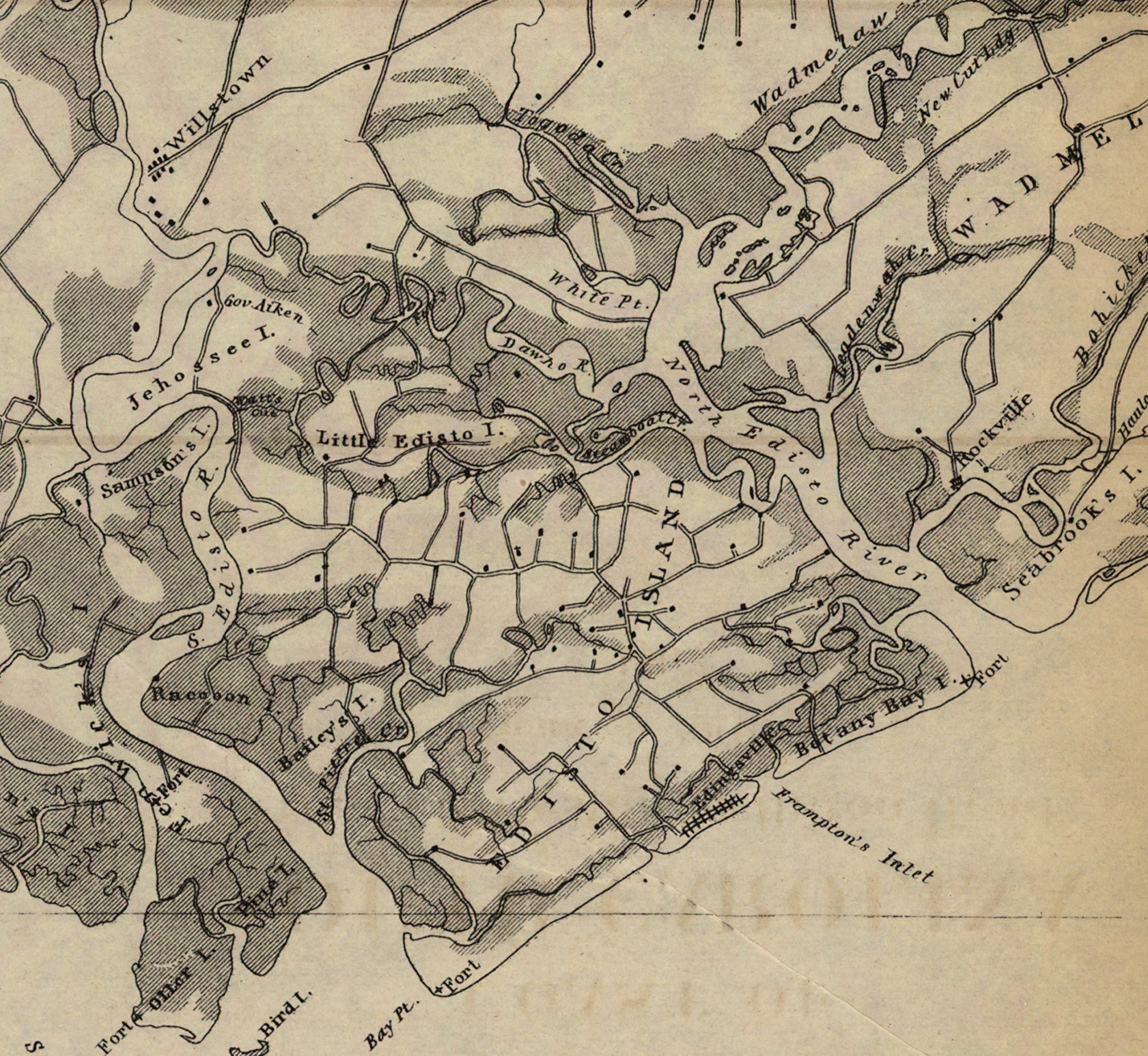
Mündungsgebiet und Edisto Island, Karte von 1862

Der South Edisto River ist der größere der beiden Mündungsarme im gezeitengeprägten Delta des Edisto. Er fließt an der Westseite von Edisto Island vorbei und mündet bei Edisto Beach in den Saint Helena Sound und den Atlantik. Der Dawho River ist der rechte Mündungsarm und bildet das nördliche Ufer von Edisto Island, beziehungsweise der nördlich vorgelagerten Inseln Jehossee Island, Whooping Island und Little Edisto Island. Zusammen mit dem Wadmalaw River vereinigt er sich nach etwa zehn Kilometern zum North Edisto River. Dieser mündet zwischen Edisto Island und Seabrook Island ins Meer.

## Tourismus und Wasserwirtschaft
Der Edisto gilt als einer der schönsten Flüsse in den USA zum Paddeln und ist touristisch gut erschlossen.
Mehrere Betriebe nutzten 2006 das Wasser des Edisto, darunter die Kohlekraftwerke Canadys Station und Cope Station (South Fork Edisto), der Verpackungshersteller MeadWestvaco, sowie die öffentliche Wasserversorgung von Charleston und dem Orangeburg County. Auch die Landwirtschaft nutzte den Fluss für die Bewässerung.

## Natur und Umweltschutz
Die Ufer des Edisto sind nur sehr dünn besiedelt, die einzige größere Ortschaft direkt am Fluss ist Orangeburg am North Fork Edisto River. Der  Edisto fließt durch unbewirtschaftete Bruchwälder aus Sumpfzypressen und Tupelobäumen, die zu den größten Urwäldern in Nordamerika zählen. Nach einer Auswertung aus den 1990er-Jahren sind 85 % der Uferzonen im Edisto-Flusssystems intakt und naturbelassen.
2014 wurde der South Fork Edisto, ein Jahr später dann auch der Edisto, von der Naturschutzorganisation American Rivers in die Liste der bedrohten Flüsse aufgenommen. Damit sollte auf die zunehmende Wasserentnahme durch die Landwirtschaft aufmerksam gemacht werden. Seit 1998 bemüht sich die Initiative Friends of the Edisto um eine nachhaltige Entwicklung des Flusssystems.